# Sinhasa
Sinhasa là một thị trấn thống kê (census town) của quận Indore thuộc bang Madhya Pradesh, Ấn Độ.

## Nhân khẩu
Theo điều tra dân số năm 2001 của Ấn Độ, Sinhasa có dân số 4079 người. Phái nam chiếm 54% tổng số dân và phái nữ chiếm 46%. Sinhasa có tỷ lệ 41% biết đọc biết viết, thấp hơn tỷ lệ trung bình toàn quốc là 59,5%: tỷ lệ cho phái nam là 52%, và tỷ lệ cho phái nữ là 28%. Tại Sinhasa, 18% dân số nhỏ hơn 6 tuổi.